# Alfa Romeo Giulia SWB Zagato
Alfa Romeo Giulia SWB Zagato – samochód sportowy klasy średniej typu one-off wyprodukowany pod włoską marką Alfa Romeo w 2022 roku.

## Historia i opis modelu
Na początku grudnia 2022 włoskie studio projektowe Zagato przedstawiło oficjalną zapowiedź swojego pierwszego od ponad 2 lat całkowicie nowego projektu, który ponownie powstał we współpracy z rodzimym Alfa Romeo jako uczczenie 100 lat jej trwania. Oficjalna prezentacja modelu Giulia SWB Zagato miała miejsce 2 tygodnie później, stanowiąc rezultat prowadzonych od 2021 roku prac projektowych i za bazę techniczną obierając klasyczną Alfa Romeo Giulię w limitowanej, wyczynowej wersji GTAm. Zagato prowadziło obszerne modyfikacje w konstrukcji, zgodnie z przydomkiem SWB (od ang. short wheelbase) skracając rozstaw osi i nadając pojazdowi formę dwudrzwiowego, czteromiejscowego coupé.
Pod kątem stylistycznym Giulia SWB Zagato w obszernym zakresie nawiązała zarówno do najnowszych konstrukcji w regularnej gamie Alfy Romeo poprzez m.in. agresywnie ukształtowane reflektory zapożyczone z SUV-a Tonale czy tradycyjny wlot powietrza scudetto z dużym, wygrawerowanym logo na kratce. Pojazd odnosi się też wizualnie historycznych projektów samego Zagato realizowanych dla Astona Martina. Wybrzuszona tylna część nadwozia została zwieńczona oświetlonym obramowaniem tworzonym przez pas LED, z kolei wybrzuszone nadkola updobniły projekt do modelu Alfa Romeo SZ z lat 90. XX wieku. Projekt deski rozdzielczej został zapożyczony z Alfa Romeo Giulii bez głębszych modyfikacji, wyróżniając się jedynie dźwignią manualnej skrzyni biegów w miejscu niewielkiego dżojstika automatycznej przekładni z oryginału.
Do napędu Alfy Romeo Giulii SWB Zagato zapożyczono zmodyfikowaną jednostkę napędową z pokrewnej Giulii GTAm, która przenosi moc na tylną oś we współpracy z 2,9-litrowym V6 z mocą zwiększoną z 510 do 540 KM. Dodatkowo, zamiast przekładni automatycznej zastosowano 6-biegową skrzynię manualną.

### Sprzedaż
Alfa Romeo Giulia SWB Zagato to unikatowa konstrukcja typu one-off, która wyprodukowana została przez studio Zagato pod Mediolanem tylko w jednym egzemplarzu. Zleceniodawcą i nabywcą samochodu został anonimowy kolekcjoner i entuzjasta sportowych samochodów z Niemiec, nie ujawniając zarazem ceny, na którą opiewała transakcja. Pojazd dostarczono kierowcy jeszcze w 2022 roku tuż po obszernej sesji zdjęciowej na potrzeby relacji prasowej.

### Silnik
- V6 2.9l 540 KM